# Tändstiftsnyckel

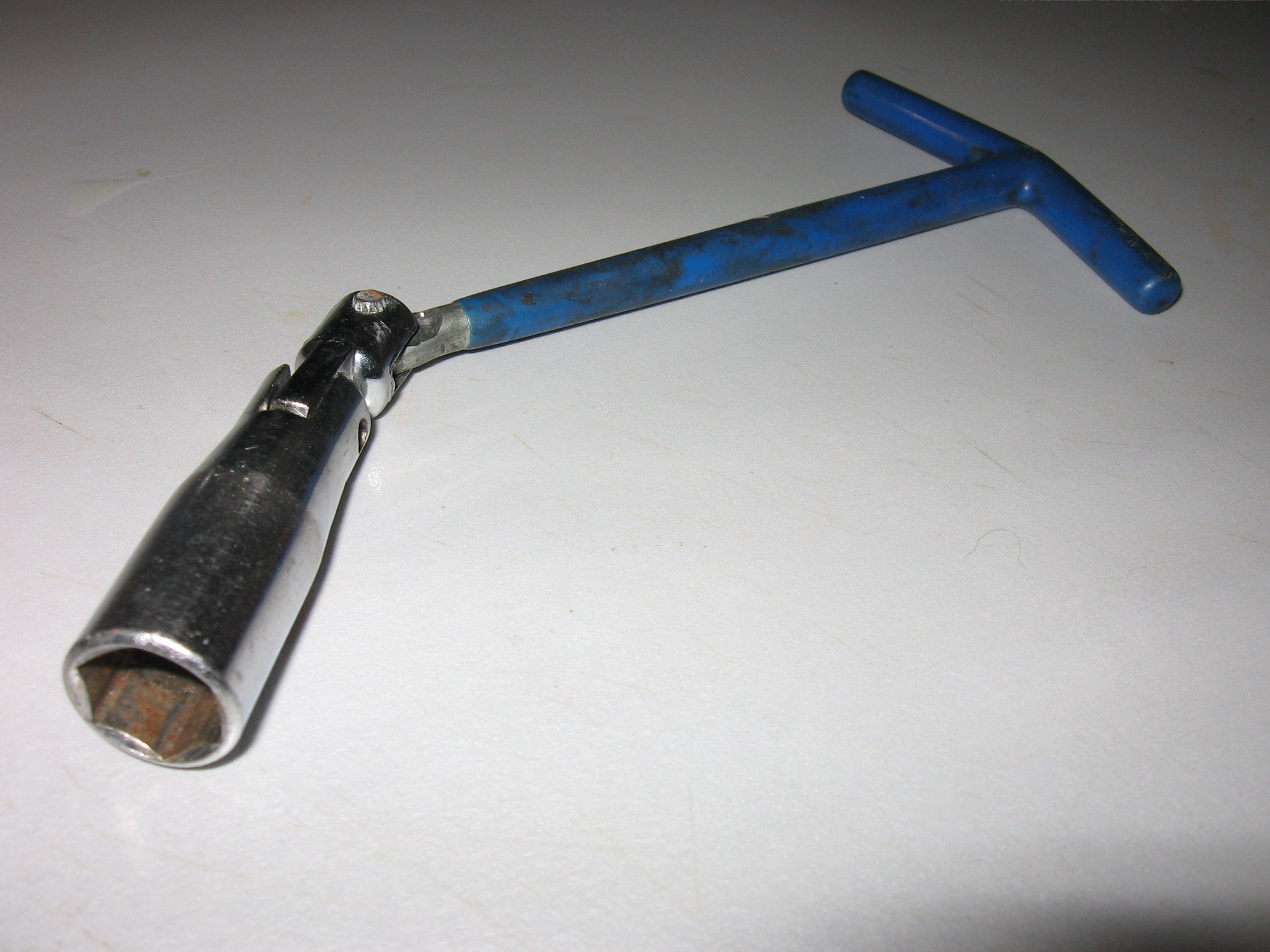
Tändstiftsnyckel med gummerat handtag.

Tändstiftnyckel är en nyckel utformad för lossning och åtdragning av tändstift. Nyckeln är ofta försedd med en invändig gummiring för att tändstiftets porslinsisolator inte ska skadas, och det ska bli lättare att få med stiftet upp, om det sitter svåråtkomligt.